# Латімер (Канзас)
Латімер (англ. Latimer) — місто (англ. city) в США, в окрузі Морріс штату Канзас. Населення — 31 особа (2020).

## Географія
Латімер розташований за координатами 38°44′19″ пн. ш. 96°50′45″ зх. д. / 38.73861° пн. ш. 96.84583° зх. д. (38.738643, -96.845801).  За даними Бюро перепису населення США в 2010 році місто мало площу 0,22 км², уся площа — суходіл. В 2017 році площа становила 0,15 км², уся площа — суходіл.

## Демографія
Згідно з переписом 2010 року, у місті мешкало 20 осіб у 9 домогосподарствах у складі 5 родин. Густота населення становила 89 осіб/км².  Було 11 помешкання (49/км²).
Расовий склад населення:
| - 100,0 % — білих |

До двох чи більше рас належало 0,0 %. Частка іспаномовних становила 0,0 % від усіх жителів.
За віковим діапазоном населення розподілялося таким чином: 25,0 % — особи молодші 18 років, 60,0 % — особи у віці 18—64 років, 15,0 % — особи у віці 65 років та старші. Медіана віку мешканця становила 46,0 року. На 100 осіб жіночої статі у місті припадало 100,0 чоловіків;  на 100 жінок у віці від 18 років та старших — 114,3 чоловіків також старших 18 років.
Середній дохід на одне домашнє господарство  становив 51 750 доларів США (медіана — 50 625), а середній дохід на одну сім'ю — 60 222 долари (медіана — 58 750). За межею бідності перебувало 11,9 % осіб, у тому числі 7,1 % дітей у віці до 18 років та 0,0 % осіб у віці 65 років та старших.
Цивільне працевлаштоване населення становило 19 осіб. Основні галузі зайнятості: виробництво — 36,8 %, фінанси, страхування та нерухомість — 15,8 %, транспорт — 10,5 %, науковці, спеціалісти, менеджери — 10,5 %.